# Крестобогородская церковь (Ярославль)
Крестобогородская церковь (Церковь Ризоположения в Крестах) — православный храм на южной окраине Ярославля, в местности Кресты (бывшее село Крестобогородское).

## История
В середине XVII века к городу подступало страшное бедствие — эпидемия чумы. Чтобы спасти жителей города, ярославское духовенство направилось к южной границе Ярославля, где молитвами пыталось остановить болезнь. Неизлечимая болезнь отступила.
В 1655 году ростовский митрополит Иона Сысоевич поставил «у врат града Ярославля, для его сохранения», трёхметровый крест (Распятие с предстоящими Богоматерью, Марией Магдалиной, Иоанном Богословом и Лонгином Сотником) в память об избавлении города от неизлечимой болезни.
Место это с древних времён носило название Поклонная гора, здесь находилась самая высокая точка при въезде в Ярославль. Как писал этнограф, фольклорист и археолог Нил Первухин, «уже в XVII веке славился здесь вид на широко раскинувшийся внизу город с белыми ветхими башнями и благолепием полусотни богатых храмов».
Позже на этом месте была построена деревянная часовня. В 1677 году рядом с часовней крестьянами Спасского монастыря была построена и освящена деревянная церковь в честь Положения Ризы Богоматери. Возле неё в конце столетия возникли два села. Потом они объединились в крупную деревню, названную Крестобогородской (или просто Кресты). Позже в обиходе ярославцы так же стали называть церковь.
В 1760 году (по другим данным, в 1738 — возможно, это год начала строительства) на средства богатейшего ярославского купца Дмитрия Затрапезнова была построена ныне существующая каменная Крестобогородская церковь. Главный престол в летнем храме был посвящён Положению Ризы Богоматери, зимний придел — Николаю Чудотворцу, впоследствии переосвящён во имя Филиппа, митрополита Московского. Часовня, в которой находился крест 1655 года, в 1760 году стала каменной — она примкнула к северному фасаду летнего храма. В 1817 году к часовне с востока пристроили алтарь, а с запада — трапезную, и она была превращена в третий придел храма, освящённый в честь Животворящего Креста.
В советское время Крестобогородская церковь не была закрыта, и в ней продолжались богослужения.
В 1989—1994 годах на средства прихода и областного бюджета церковь была отреставрирована, с запада к храму во всю его ширину пристроена паперть.

## Святыни
Главная святыня храма — трёхметровый живописный крест митрополита Ионы, по сторонам от которого — иконы с предстоящими Богоматерью, Марией Магдалиной, Иоаном Богословом и Лонгином Сотником (по мнению искусствоведа Татьяны Казакевич, исполнение боковых икон можно отнести к 1760 году — времени окончания строительства зимнего храма)
Из святынь, обретённых в последние годы, можно назвать выполненную для главного иконостаса икону «Положение ризы Богоматери во Влахерне» с частицей ризы Богоматери.